# 韓子允
韓子允（1514年—？），字明仲，號旋峯，浙江寧波府慈谿縣人，民籍，明朝政治人物。

## 生平
浙江鄉試第四名舉人。嘉靖二十六年（1547年）中式丁未科會試第九十一名，登第三甲第六十三名進士。刑部觀政，次年授揚州府兴化县知县，升南京工部、刑部、兵部主事，歷任兵部武库司郎中、瑞州府知府，四十一年三月升四川提学副使。改广西副使。

## 家族
曾祖韓靜；祖父韓淵；父韓秉文，國子監助教。母姚氏。慈侍下。